# Palazzo Castagnola
Palazzo Castagnola è un antico palazzo nobiliare situato nel centro storico della città di La Spezia, nei pressi della centralissima piazza Sant'Agostino e del caruggio di via del Prione.

## Storia e caratteristiche
Il palazzo è la più antica delle dimore dei marchesi Castagnola di La Spezia.

L'edificio originario era separato dall’attuale Via Gioberti da un giardino e un orto con viti, confinante con le mura della città.
Il Palazzo è stato quasi completamente trasformato nei prospetti esterni a seguito di un intervento compiuto negli anni successivi alla prima guerra mondiale.

Al suo interno sono conservate le tracce di un fastoso passato che mostrano l'impostazione barocca genovese della struttura, arricchita dalle insegne araldiche di famiglia, peraltro scalpellate all'avvento della Repubblica Ligure napoleonica.
L'ultimo restauro, effettuato nel 2021, ha donato nuova luce all'edificio, situato in uno dei pochi caruggi della città vecchia risparmiati dai piani urbani ottocenteschi e dalle bombe della guerra.